# Roberto Hilbert
Pour les articles homonymes, voir Hilbert (homonymie).
Roberto Hilbert, né le 16 octobre 1984 à Forchheim, est un ancien footballeur international allemand. Il pouvait évoluer aussi bien au poste de milieu droit que d'arrière droit.

## Biographie
Roberto Hilbert est capable d'occuper l'ensemble des postes du côté droit. Durant son adolescence, après avoir multiplie les clubs, c'est finalement avec le SC Feucht, où il connaitra la montée en troisième division en 2003, qu'il se révèlera aux yeux du public allemand à l'âge de 19 ans en inscrivant 20 réalisations en deux saisons.
En 2004, il rejoint le SpVgg Greuther Fürth et la 2.Bundesliga où il brillera plus par son sens de la passe que par son total de buts.
Le VfB Stuttgart l'engage en 2006 pour quatre ans. Le montant du transfert est évalué à 1,3 million d'euros. Sa première saison réussie, durant laquelle il devient champion de Bundesliga, lui vaut d'être retenu pour la première fois par Joachim Löw en amical contre le Danemark le 28 mars 2007. 
Hilbert joue par la suite de moins en moins en championnat, mais engrange tout de même de l'expérience via 19 matchs européens dont 8 de Ligue des champions.
Il ne participe pas à l'Euro 2008, ni à la Coupe du monde 2010, barré par David Odonkor et Piotr Trochowski en 2008, et de très loin distancé par la révélation Mesut Özil en 2010.
À la fin de la saison 2009-2010, Roberto Hilbert quitte le VfB Stuttgart.
Dès le 4 juin 2010, les médias turcs annoncent l'accord de Roberto Hilbert avec Beşiktaş JK, l'un des grands clubs de la Turquie. Le 21 juin 2010, Roberto arrive à Istanbul, accueilli par de nombreux supporters, pour signer son contrat de 3 ans avec le club turc.
En 2013, en fin de contrat avec le club turc, il retourne en Allemagne en s'engageant pour deux saisons avec le Bayer Leverkusen.

## Palmarès
1. SC Feucht
- Champion de l'Oberliga Bayern (D4) en 2003

 VfB Stuttgart
- Champion de la Bundesliga en 2007

 Beşiktaş
- Vainqueur de la Coupe de Turquie en 2011

## Statistiques
Le tableau ci-dessous récapitule les statistiques en match officiel de Roberto Hilbert :
| Saison                | Club                  | Championnat           | Championnat | Championnat | Coupe(s) nationale(s) | Coupe(s) nationale(s) | Compétition(s) continentale(s) | Compétition(s) continentale(s) | Compétition(s) continentale(s) | Autres compétitions | Autres compétitions | Autres compétitions | Total | Total |
| Saison                | Club                  | Division              | M.          | B.          | M.                    | B.                    | Comp.                          | M.                             | B.                             | Comp.               | M.                  | B.                  | M.    | B.    |
| 2002-2003             | SC Feucht             | Oberliga (D4)         | 22          | 10          | -                     | -                     | -                              | -                              | -                              | -                   | -                   | -                   | 22    | 10    |
| 2003-2004             | SC Feucht             | Regionalliga (D3)     | 26          | 10          | -                     | -                     | -                              | -                              | -                              | -                   | -                   | -                   | 26    | 10    |
| 2004-2005             | Greuther Fürth        | 2. Bundesliga         | 26          | 5           | 2                     | 0                     | -                              | -                              | -                              | -                   | -                   | -                   | 28    | 5     |
| 2005-2006             | Greuther Fürth        | 2. Bundesliga         | 34          | 3           | 1                     | 0                     | -                              | -                              | -                              | -                   | -                   | -                   | 35    | 3     |
| 2006-2007             | VfB Stuttgart         | 1. Bundesliga         | 34          | 7           | 5                     | 2                     | -                              | -                              | -                              | -                   | -                   | -                   | 39    | 9     |
| 2007-2008             | VfB Stuttgart         | 1. Bundesliga         | 32          | 4           | 4                     | 2                     | C1                             | 5                              | 0                              | -                   | -                   | -                   | 41    | 6     |
| 2008-2009             | VfB Stuttgart         | 1. Bundesliga         | 31          | 3           | 3                     | 1                     | CI+C3                          | 2+9                            | 0+1                            | -                   | -                   | -                   | 45    | 5     |
| 2009-2010             | VfB Stuttgart         | 1. Bundesliga         | 23          | 2           | 2                     | 0                     | C1                             | 3                              | 0                              | -                   | -                   | -                   | 28    | 2     |
| 2010-2011             | Beşiktaş              | Süper Lig             | 25          | 1           | 9                     | 1                     | C3                             | 11                             | 1                              | -                   | -                   | -                   | 45    | 3     |
| 2011-2012             | Beşiktaş              | Süper Lig             | 19          | 1           | 1                     | 0                     | C3                             | 5                              | 1                              | SFGC                | 5                   | 0                   | 30    | 2     |
| 2012-2013             | Beşiktaş              | Süper Lig             | 32          | 3           | 3                     | 1                     | -                              | -                              | -                              | -                   | -                   | -                   | 35    | 4     |
| 2013-2014             | Bayer Leverkusen      | 1. Bundesliga         | 16          | 1           | 1                     | 0                     | C1                             | 2                              | 0                              | -                   | -                   | -                   | 19    | 1     |
| Total sur la carrière | Total sur la carrière | Total sur la carrière | 320         | 50          | 31                    | 7                     | -                              | 37                             | 3                              | -                   | 5                   | 0                   | 393   | 60    |